# باد آزبورن
باد آزبورن (انگلیسی: Bud Osborne؛ ‏ ۲۰ ژوئیهٔ ۱۸۸۴ – ۲ فوریهٔ ۱۹۶۴) بازیگر اهل ایالات متحده آمریکا بود.
از فیلم‌ها یا برنامه‌های تلویزیونی که وی در آن نقش داشته‌است، می‌توان به عروس هیولا، آقای دیدز به شهر می‌رود، شهر داج، ویرجینیا سیتی، طلا جایی است که شما آن را پیدا می‌کنید، درخت اعدام، کلاغ سیاه، ۳ مرد بد، آوای وحش، ستایش از یک مرد بد، خون در ماه، پسری از اکلاهما، یک دختر، یک مرد و یک ملوان، و چنان بزرگ اشاره کرد.